# Guilliam de Bay
Guilliam de Bay, hispanista holandés del siglo XVII.
Escribió De hond van de hertog van Alva (1658), que ha sido reimpreso modernamente (Ámsterdam, 1997), adaptación del Coloquio de los perros de Miguel de Cervantes. Otras obras suyas son Het leven en bedrijf van de drollige Bischayer (1665) y Des werelds hel en vagevuyr o Het leven van den Amsterdamschen Spanjaart (1696) .
- Datos: Q5889066